# Doom (serie)

Il logo della serie

Doom è una serie di videogiochi di genere sparatutto in prima persona sviluppata da id Software a partire dal 1993.
La serie è incentrata sulle imprese di un marine (identificato come Doomguy), dell'organizzazione militare immaginaria U.A.C. (Union Aerospace Corporation), che combatte contro orde di demoni e non morti per sopravvivere e salvare la Terra da una invasione delle forze infernali.
La serie di Doom è considerata una pietra miliare del genere FPS, per aver influenzato una moltitudine di titoli successivi e contribuito a rendere questa tipologia di giochi una delle più popolari in assoluto. Dal suo debutto, nel 1993, i titoli appartenenti al franchise hanno venduto più di 10 milioni di copie. Oltre ai capitoli principali la serie conta numerosi spin-off, espansioni, ed è stata adattata in romanzi, fumetti e film.

## Storia

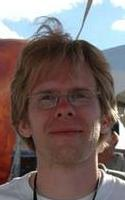
John D. Carmack, uno dei creatori della serie

Lo sviluppo dell'originale Doom ebbe inizio nel 1992, quando John Carmack iniziò a sperimentare un nuovo motore grafico da lui ideato, il Doom engine, mentre il resto del team id Software era al lavoro su Spear of Destiny, prequel del precedente Wolfenstein 3D. Il gioco era stato inizialmente concepito come uno sparatutto che avrebbe dovuto presentare anche elementi da gioco di ruolo, ma questa idea non trovò l'appoggio di alcuni membri del team, in particolare nella figura di John Romero, che preferivano invece puntare ad un titolo action più adrenalinico e senza fronzoli. Doom venne pubblicato nel dicembre 1993, in forma shareware, ottenendo un successo senza precedenti che proiettò la id Software nell'olimpo del mondo dei videogame. La versione finale del gioco vendette più di 200 000 copie in meno di un anno, con la versione shareware che era stata già installata da milioni di utenti in tutto il mondo.
Un secondo capitolo, intitolato Doom II: Hell on Earth, fu pubblicato nel 1994, questa volta direttamente in versione retail, riuscendo a vendere 600 000 copie in un solo mese, ed infrangendo anche il record del primo episodio. Due espansioni ufficiali, intitolate Final Doom e Master Levels for Doom II, uscirono negli anni successivi. Nel 1996, Next Generation definì la serie come la diciannovesima migliore della storia dei videogiochi, dichiarando che "nonostante centinaia di imitatori, nessuno sia mai riuscito a eguagliare il classico di id Software."
A seguito della pubblicazione di Doom II, il team id Software decise di accantonare temporaneamente il franchise, per dedicarsi a una nuova proprietà intellettuale, che sarebbe poi diventata Quake. Nonostante questo, John Romero accordò a Midway Games la licenza per poter sviluppare un nuovo gioco della serie, sotto la supervisione di id Software. Il risultato, Doom 64, fu pubblicato nel 1997 come esclusiva per la omonima console Nintendo, scelta che purtroppo si rivelò un fallimento in termini di vendite, sebbene il titolo fosse stato molto apprezzato dalla critica specializzata.
Per questo motivo, tra il 1997 e il 2000 la serie rimase latente, finché non venne annunciato Doom 3. Dapprima il gioco doveva essere un remake del primo capitolo, ma nel corso dello sviluppo venne trasformato in un episodio completamente nuovo, con atmosfere notevolmente più horror e un molto maggiore realismo rispetto ai precedenti. Pubblicato nel 2004, Doom 3 si fece notare per il rivoluzionario motore grafico, che introduceva un sistema di luci dinamiche del tutto innovativo, e raggiungeva livelli di dettaglio superiori a quello della maggior parte dei videogiochi dell'epoca. Doom 3 ebbe un'espansione nel 2005, intitolata Resurrection of Evil.
Dopo l'annullamento di un quarto episodio, avvenuto nel 2013, il membro di id Software Tim Willits, annunciò l'intenzione di continuare a lavorare su un nuovo capitolo, il cui titolo non sarebbe più stato Doom 4. Nel 2014, il gioco venne rinominato semplicemente Doom, e fu dichiarata l'intenzione di renderlo un vero e proprio reboot della serie per piattaforme di ultima generazione. Il nuovo Doom venne pubblicato da Bethesda Softworks nel 2016, proponendosi come un ritorno alle origini action, dopo la deriva in tinte survival horror del precedente capitolo.
Un quinto episodio, Doom Eternal, venne annunciato nel 2018, ed è stato pubblicato sempre da Bethesda a marzo 2020, ottenendo un enorme successo commerciale, e riportando la saga ad essere una delle più popolari e acclamate della storia dei videogiochi. Seguì un'espansione in due parti, The Ancient Gods.
Nel 2025 viene pubblicato Doom: The Dark Ages, prequel del primo capitolo, che narra delle gesta del Doom Slayer.

## Elementi comuni
Ogni capitolo della serie è strutturato come un classico sparatutto in prima persona e utilizza quindi una visuale in soggettiva. Al centro dello schermo è possibile osservare l'arma equipaggiata dal giocatore, mentre nella parte bassa dell'HUD sono visibili gli indicatori di energia, armatura e il numero di munizioni restanti. I giochi sono suddivisi in livelli, in crescente ordine di difficoltà, che devono essere superati per poter procedere all'area successiva. A differenza di molti altri sparatutto di questo genere, i giochi della saga di Doom tendono ad avere un approccio molto arcade, e sono improntati su combattimenti veloci e frenetici contro orde di nemici, a discapito del realismo simulativo.

## Giochi
| Titolo                 | Titolo                    | Anno                                                                                                | Pubblicato su |
| ---------------------- | ------------------------- | --------------------------------------------------------------------------------------------------- | --- |
| Doom                   | Doom                      | 1993                                                                                                | 3DO, Acorn Archimedes, Atari Jaguar, Game Boy Advance, iOS, Mac OS, Microsoft Windows, MS-DOS, NEC PC-9801, Sega Mega Drive 32X, Sega Saturn, PlayStation, SNES, Tapwave Zodiac, Playstation 4 |
|                        | The Ultimate Doom         | 1995                                                                                                | MS-DOS, Microsoft Windows, Xbox 360, Mac OS |
| Doom II: Hell on Earth | Doom II: Hell on Earth    | 1994                                                                                                | MS-DOS, Microsoft Windows 95, Mac OS, NEC PC-9801, Game Boy Advance, Tapwave Zodiac |
|                        | Master Levels for Doom II | 1995                                                                                                | MS-DOS, Microsoft Windows, Linux |
| Final Doom             | Final Doom                | 1996                                                                                                | MS-DOS, Microsoft Windows, Mac OS, PlayStation |
| Doom 64                | Doom 64                   | 1997                                                                                                | Nintendo 64 |
|                        | Doom 64                   | 2020                                                                                                | Microsoft Windows, Xbox One, PlayStation 4, Nintendo Switch |
| Doom 3                 | Doom 3                    | 2004                                                                                                | Microsoft Windows, Linux, Xbox, Mac OS, PlayStation 4, Xbox One, Nintendo Switch |
|                        | Resurrection of Evil      | 2005                                                                                                | Microsoft Windows, Linux, Xbox, Mac OS |
| BFG Edition            | 2012                      | Microsoft Windows, PlayStation 3, Xbox 360, Nvidia Shield, PlayStation 4, Xbox One, Nintendo Switch | |
| VR Edition             | 2021                      | PlayStation VR                                                                                      | |
| Doom                   | Doom                      | 2016                                                                                                | Microsoft Windows, PlayStation 4, Xbox One, Nintendo Switch |
|                        | Doom VFR                  | 2017                                                                                                | Microsoft Windows, PlayStation VR |
| Doom Eternal           | Doom Eternal              | 2020                                                                                                | Microsoft Windows, PlayStation 4, PlayStation 5, Xbox One, Xbox Series X/S, Nintendo Switch, Google Stadia                                                                                     |
|                        | The Ancient Gods          | 2020                                                                                                | Microsoft Windows, PlayStation 4, PlayStation 5, Xbox One, Xbox Series X/S, Nintendo Switch, Google Stadia                                                                                     |
| Doom: The Dark Ages    | Doom: The Dark Ages       | 2025                                                                                                | Microsoft Windows, PlayStation 5, Xbox Series X/S |

### Spin-off
- Doom RPG (2005)
- Doom II RPG (2009)
- Doom Resurrection (2009)
- Doom Pinball (2016)[9]
- Mighty Doom (2023)[10]

### Antologie

Immagine di gioco, tratta dal primo episodio della serie

- id Anthology (1996)[11]
- Depths of Doom Trilogy (1997)[12]
- Doom + Doom II (2024)[13]

Ordine fabula della serie reboot:
1. Doom: The Dark Ages
2. Doom (2016)
3. Doom Eternal

## Prodotti correlati

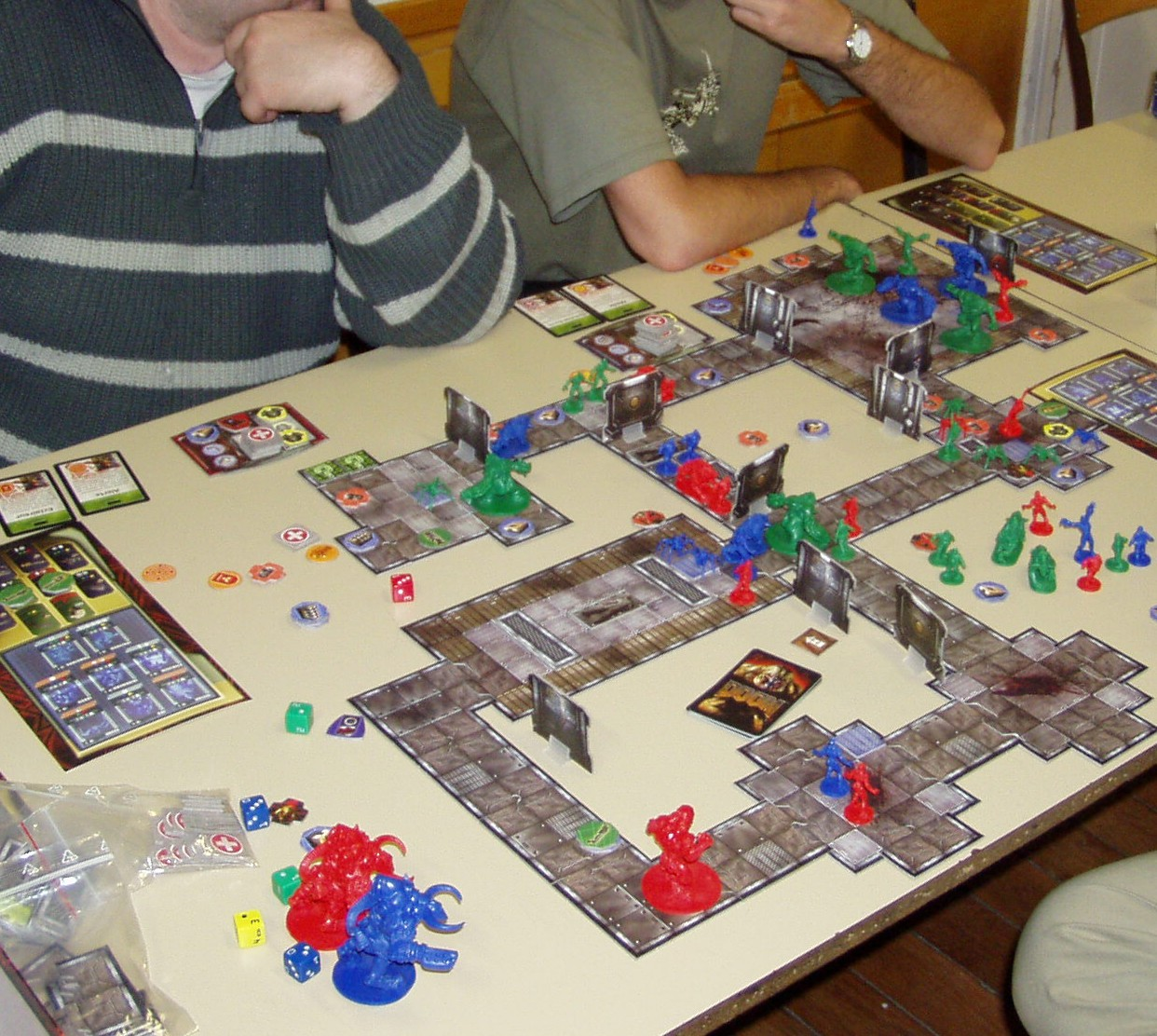
Il gioco da tavolo di Doom

### Narrativa
- Esistono quattro romanzi di Dafydd ab Hugh e Brad Linaweaver basati sui primi due capitoli, pubblicati dal 1995 e a cui seguirono varie ristampe.

1. Doom - Knee Deep In The Dead
2. Doom - Hell on Earth
3. Doom - Infernal Sky
4. Doom - Endgame

- Un fumetto di 16 pagine pubblicato a maggio del 1996 e stampato in Canada.

- Successivamente, nel 2008, un'altra opera narrativa in due volumi basata su Doom 3 viene affidata a Matthew Costello.

1. Doom 3: Worlds on Fire pubblicato il 26 febbraio 2008.[14]
2. Doom 3: Maelstrom pubblicato a marzo del 2009.[15]

- Masters of Doom, romanzo del creatore della serie, David Kushner, del 2003.

- The Art of Doom, un'opera che presenta e raccoglie le illustrazioni di Doom (2016), pubblicato dalla Dark Horse Comics il 21 giugno 2016.

### Giochi da tavolo
Nel 2004 viene pubblicato da Fantasy Flight Games un gioco da tavolo, Doom: The Boardgame, basato sulla serie di Doom e con estetica dei componenti e del manuale direttamente tratta da Doom 3. Nel 2005 viene pubblicata un'espansione per il gioco, Doom: The Boardgame Expansion Set, che si ispira direttamente all'espansione Resurrection of Evil di Doom 3.
Nel 2016 viene pubblicato dallo stesso editore un secondo gioco da tavolo, DOOM: The Board Game, con estetica dei componenti e del manuale direttamente tratta dal reboot Doom.

### Cinema
Doom è un film diretto da Andrzej Bartkowiak nel 2005 con Karl Urban (John "Reaper" Grimm) e Dwayne Johnson (Asher "Sarge" Mahonin).
Todd Hollenshead, membro di id Software, ha dichiarato l'eventualità di un nuovo film su Doom, probabilmente basato sul quarto capitolo.
Doom: Annihilation è un film diretto da Tony Giglio nel 2019 con Amy Manson (Joan Dark) e Dominic Mafham (Dr. Malcolm Betruger).

## Guide strategiche
Esistono varie guide strategiche basate sulla serie:
- Robert Waring: Doom: Totally Unauthorized Tips & Secrets, Brady Publishing
- Jonathan Mao Mendoza: The Official Doom Survival Guide, ISBN 0-7821-1546-2
- Rick Barba: Doom Battlebook: Secrets of the Games series, Prima Publishing, ISBN 1-55958-651-6